# Whitfield County
Whitfield County är ett administrativt område i delstaten Georgia, USA, med 102 599 invånare. Den administrativa huvudorten (county seat) är Dalton. 

## Geografi
Enligt United States Census Bureau så har countyt en total area på 753 km². 751 km² av den arean är land och 2 km² är vatten.

### Angränsande countyn
- Bradley County, Tennessee - nord
- Murray County - öst
- Gordon County - syd
- Walker County - väst-sydväst
- Catoosa County - väst-nordväst
- Hamilton County, Tennessee - nordväst